# 木蘭路
木蘭路（英語：Magnolia Way），官方指定為780號密西西比州州道（英語：Mississippi Highway 780, MS 780），是位於美国密西西比州東北部的無標誌州级公路。木蘭路始於縣道203號（County Road 203, CR 203）， 並向東南行，作為22号州际公路與78号美国国道的共線段的輔助道路。木蘭路隨後與位於藍泉的豐田汽車密西西比州製造廠的出入口交匯。木蘭路終於舍曼以南與9號密西西比州州道的路口。木蘭路始建於2007年，並於2009年8月24日開通，以服務兩年後啓用的豐田汽車密西西比州製造廠。

## 簡介
木蘭路全段位於聯合縣與龐托托克縣。作為密西西比州州道系統的一部分，780號密西西比州州道由密西西比州交通局官方指定並負責養護。
木蘭路始於聯合縣的縣道203號、藍泉以西，並向東南行。木蘭路周圍被森林包圍，並與22號州際公路與78號美國國道的共線段並行，充當該公路的輔助道路。木蘭路於约1⁄2英里（0.80）後下穿豐田汽車密西西比州製造廠鐵路，並開始變闊至4條行車線。木蘭路在22號州際公路與78號美國國道的共線段與9號密西西比州州道的交匯處轉向南方，並與豐田汽車密西西比州製造廠出入口輔助道路交匯，隨後與9號密西西比州州道連接路與通往22號州際公路與78號美國國道的共線段的部份苜蓿葉型交匯處交匯。木蘭路此後再與豐田汽車密西西比州製造廠以東的卡羅拉里（Corolla Lane；縣道207號）交匯，並轉向東方，緊貼州際公路。木蘭路與線道（Line Road）交匯後進入龐托托克縣。木蘭路進入舍曼鎮的自治體界後轉向南行，並離開22號州際公路、78號美國國道與9號密西西比州州道的共線段，穿過鎮溪後折向東方出鎮。木蘭路終於與9號密西西比州州道的三叉路口，路口位於舍曼外與22號州際公路與78號美國國道的共線段的交匯處以南。

## 歷史
密西西比州议会於丰田汽车宣告計劃於藍泉附近興建製造廠後，在2007年3月通過總值3.239億美元的工人培訓、工地建設與基礎設施改善獎勵計劃。計劃中的其中0.43億美元用於興建新道路並改善該地區的既有道路以容納新工廠。木蘭路於獎勵計劃通過後隨即開工建設，並提前於2009年8月24日通車。在2008年至2010年間经济大衰退所導致的停工後，製造廠於2011年11月生產其首部車輛。

## 主要交匯處
| 行政區劃                                   | 地點 | 英里     | 公里     | 接點                                                                               | 備註                    |
| ------------------------------------------ | ---- | -------- | -------- | ---------------------------------------------------------------------------------- | ----------------------- |
| 聯合縣                                     |      | 0.0      | 0.0      | 縣道203號                                                                          | 西北端                  |
| 聯合縣                                     |      | 1.1– 1.2 | 1.8– 1.9 | 往 22號州際公路／78號美國國道／9號密西西比州州道—藍泉、孟菲斯、图珀洛              | 9號密西西比州州道連接路 |
| 龐托托克縣                                 |      | 5.1      | 8.2      | Module:Jct第316行Lua错误：invalid value (boolean) at index 2 in table for 'concat' | 東南端                  |
| 1.000英里＝1.609公里；1.000公里＝0.621英里 |      |          |          |                                                                                    |                         |

## 外部連結
- 豐田汽車密西西比州製造廠情況說明書 （页面存档备份，存于）